# Myślatycze
Myślatycze (ukr. Мишлятичі) – wieś na Ukrainie, w rejonie jaworowskim (do 2020 roku w rejonie mościskim) obwodu lwowskiego. Wieś liczy 625 mieszkańców.
Wieś szlachecka Myslatyce, własność Konstantego Korniakta, położona była w 1589 roku w ziemi przemyskiej województwa ruskiego. W II Rzeczypospolitej do 1934 samodzielna gmina jednostkowa. Następnie należała do zbiorowej wiejskiej gminy Hussaków w powiecie mościskim w woj. lwowskim. Pod okupacją niemiecką w Polsce siedziba wiejskiej gminy Myślatycze. W latach 1944–1945 nacjonaliści ukraińscy z OUN - UPA zamordowali tutaj 15 Polaków. Po wojnie wieś weszła w struktury administracyjne Związku Radzieckiego.
Urodził się tutaj uczestnik kilku powstań narodowych Leon Czechowski, a także bł. ks. Władysław Błądziński CSMA.